# Famille de Maistre (Savoie)
Pour les articles homonymes, voir Familles de Maistre.
La famille de Maistre est une famille subsistante de la noblesse savoyarde, originaire du comté de Nice, devenue française en 1860, année de l'annexion de la Savoie à la France. Son fondateur, François-Xavier Maistre, anobli par fonction en 1740, reçut du duc de Savoie le titre héréditaire de comte en 1778.
Depuis l'annexion de la Savoie à la France, sous le Second Empire, la famille de Maistre a opté en 1860, comme la plupart des familles nobles de Savoie, pour son rattachement à la France. Elle fait partie depuis cette date des familles subsistantes de la noblesse en France. Elle est inscrite à l'ANF depuis 1942.
Elle compte parmi ses membres le philosophe Joseph de Maistre et l'écrivain Xavier de Maistre. La Savoie a célébré les deux frères en érigeant leur statue au seuil du Château de Chambéry.

## Histoire
La famille de Maistre est originaire du comté de Nice, qui faisait partie des États de Savoie depuis le XVe siècle, sous le règne du duc Amédée VIII de Savoie. Elle est  membre de la noblesse du duché de Savoie, depuis le 17 mars 1740, année de son accession au Sénat de Savoie,,.
Au XVIIe siècle, elle a pour ancêtre un père de famille nombreuse exerçant le métier de meunier, au bord du torrent le Paillon, qui débouche sous l'actuelle promenade des Anglais, à Nice.
Au XVIIIe siècle, le fondateur de cette famille savoyarde subsistante est François-Xavier Maistre, né le 20 novembre 1705 à Aspremont, second président du Souverain Sénat de Savoie, fait comte en 1778, mort le 16 janvier 1789 à Chambéry.
Son cousin germain, Jean-François Maistre (1698-1760), est le fils de Jean Maistre (Giovanni Maistre), second consul de la ville de Nice. Il est second président de la cour royale des comptes de Turin, fait comte de Castelgrana. Il est le fondateur d'une branche  piémontaise désormais éteinte.
François-Xavier Maistre fait ses études à Nice, dans un collège de Jésuites et au collège des jurisconsultes. Puis, après des études de droit à l'Université de Turin, il devient avocat fiscal à Nice, avant d'être nommé sénateur au Sénat de Savoie de Chambéry, en 1740. Il est nommé second président du Sénat de Savoie en 1764 et participe activement aux réformes institutionnelles des États de Savoie. Le roi de Sardaigne, Victor-Amédée III, lui accorde, par lettres patentes du 8 septembre 1778, le titre de comte héréditaire, en raison « des louables qualités qui ont déjà rendu illustre cette famille ».
François-Xavier Maistre est le père de deux célèbres écrivains, Joseph de Maistre et son frère cadet Xavier de Maistre. Ces derniers furent très influents à travers l'Europe : le premier correspondit avec François-René de Chateaubriand et inspira Tolstoï pour l'écriture de son roman Guerre et Paix. Le second côtoya Alexandre Souvorov et un poème de Lamartine (Le Retour) lui sera dédié. La ville de Chambéry a élevé devant le château des souverains de Savoie, par souscription publique, un monument à ces deux illustrations de la Savoie. Le comte Rodolphe de Maistre, fils de Joseph de Maistre, ancien gouverneur de Nice, chevalier de l'Ordre de l'Annonciade, a laissé une nombreuse postérité qui continue avec la plus grande distinction.
Au début du XXIe siècle, les généalogistes ont recensé 1480 descendants de cette famille savoyarde, dont plus de 800 subsistants (alliances comprises), lors d'une grande réunion généalogique organisée en 2001 par Magali Isoard de Chénerilles (1924-2008), veuve de Xavier-Eugène-François de Maistre (1919-1995), au château de Puiseux-le-Hauberger, dans le département de l'Oise.

## Généalogie
Les origines niçardes de la famille de Maistre ont été développées notamment par Georges Doublet (1863-1936), professeur niçois agrégé, lors de la conférence du président  François Vermale, intitulée « L’ascendance niçoise de Joseph et Xavier de Maistre », enregistrée en 1928 à la Société savoisienne d'histoire et d'archéologie de Chambéry.

### Filiation
- Antoine Maystre (v.1535), muletier de Nice (mulio de Nissia)[15].
  - Pierre Maistre (ou Maystre), mort avant 1612, citoyen de Nice, muletier[15].
    - Jean Maistre, mort en 1630, meunier sur le Payon, citoyen de Nice. Il avait acheté une maisonnette près des remparts Nord de Nice et en a fait un moulin à eau sur le torrent Le Payon[15].
      - Michel Maistre, mort avant 1651, marchand d'étoffes à Nice, marié en 1617 à Bertine Castello, d'où douze enfants baptisés à la cathédrale Sainte-Réparate de Nice[15].
        - François Maistre (1630-1674), marchand d'étoffes à Nice, marié en 1656 à Catherine Dalmassi (morte en 1717), d'où huit enfants dont trois entrés en religion[15].
          - André Maistre (1661-1722), marchand d'étoffes à Nice, second syndic de Nice, marié en 1693 à Angèle Berangero (morte en 1675), d'oû 12 enfants, dont 9 baptisés en la cathédrale sainte Réparate de Nice[15].
            - François-Xavier Maistre (1705-1789), épouse Christine Demotz de La Salle (1727-1774), d'où dix enfants[16].
              - Joseph de Maistre (1753-1821), marié à Françoise de Morant (1759-1839), d'où trois enfants[16].
                - Rodolphe de Maistre (1789-1866), marié à Charlotte Espérance du Plan de Sieyès (1799-1881), d'où 11 enfants[16].
                  - Joseph de Maistre (1826-1861), marie à Mary Christine O'Byrne (1831-1900), d'où 1 enfant.
                    - Ignace de Maistre (1860-1955), marié à Henriette du Bourg de Luzençon (1867-1940), d'où 9 enfants.

Rodolphe de Maistre est l'auteur de toute la famille savoyarde de Maistre subsistante. Elle n'a aucun lien de parenté avec la famille homonyme de Maistre de Vaujours, originaire du Languedoc.

## Personnalités

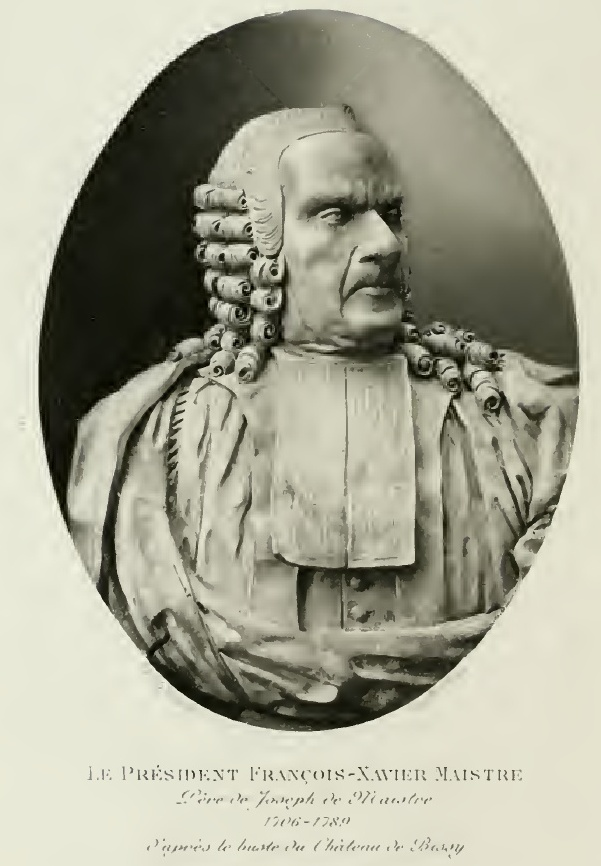
François-Xavier Maistre (1705-1789).
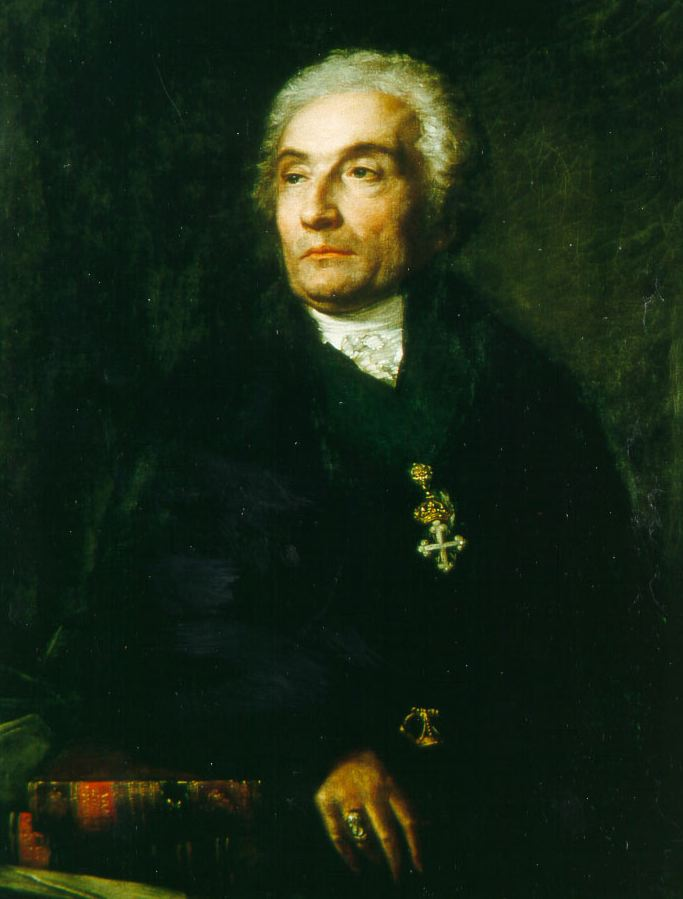
Joseph de Maistre (1753-1821).
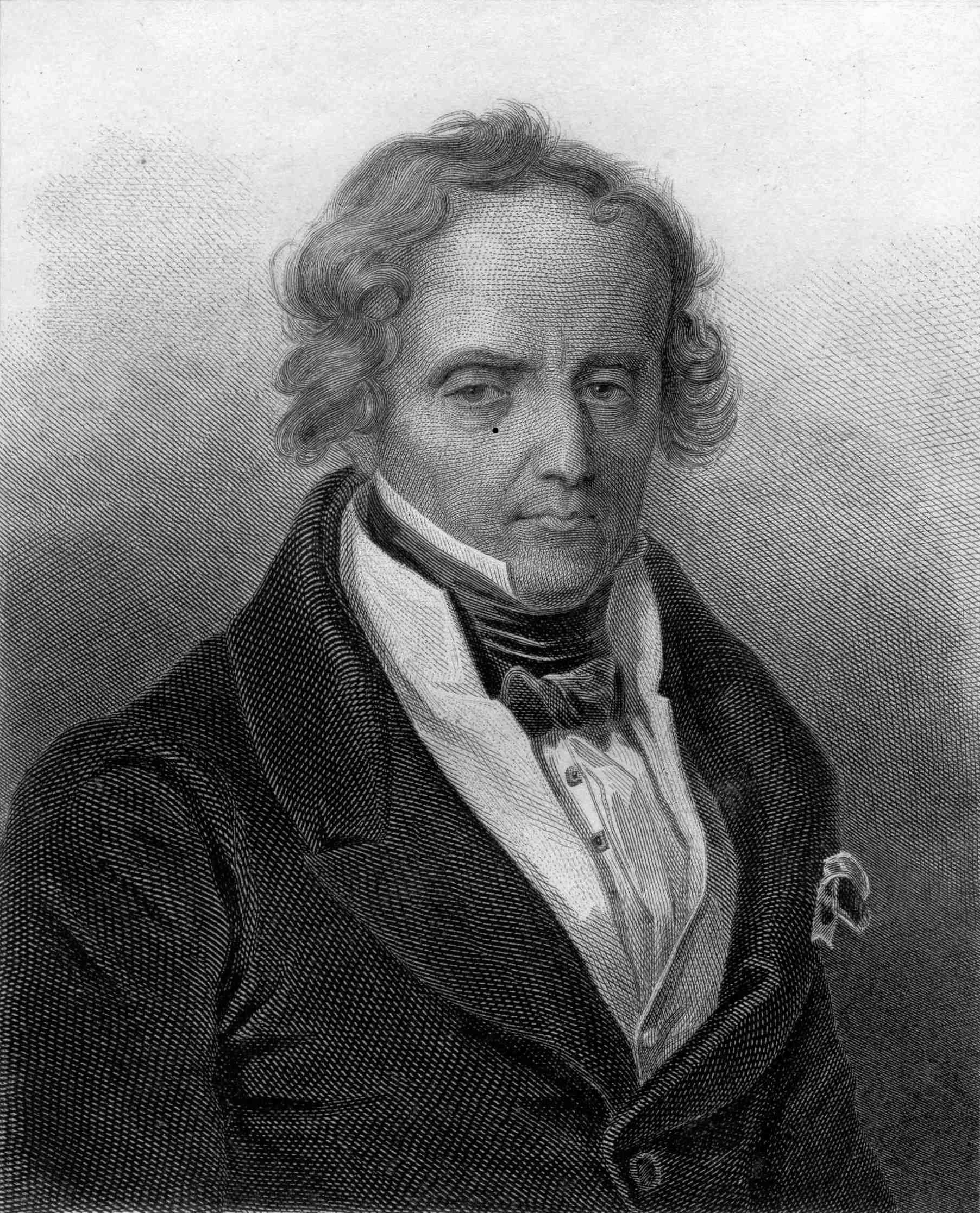
Xavier de Maistre (1763-1852).
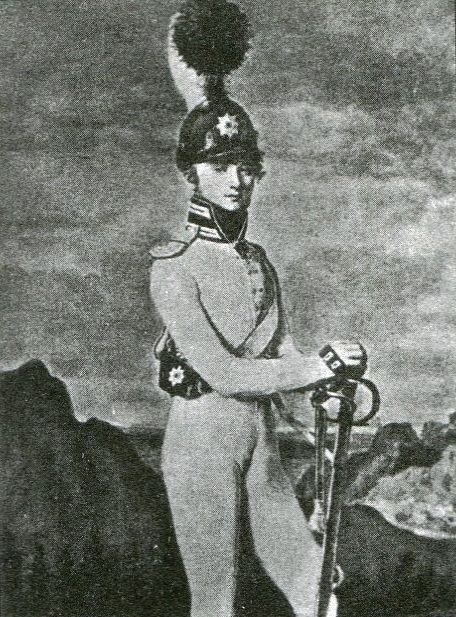
Rodolphe de Maistre (1789-1866).
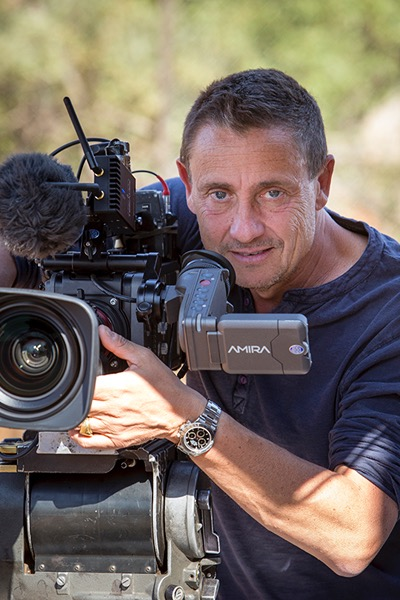
Gilles de Maistre (1960).
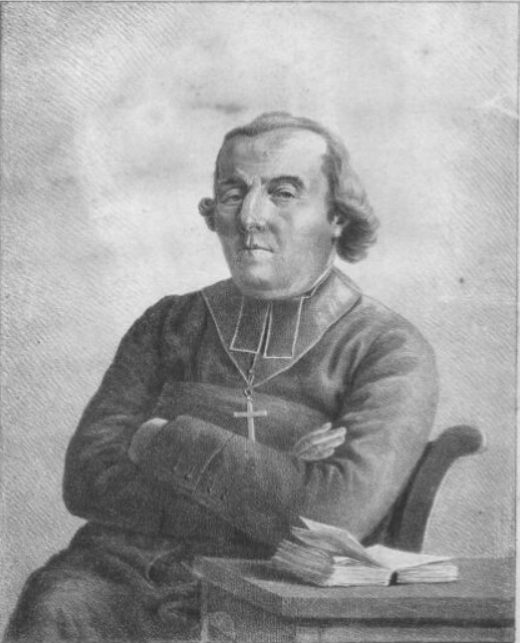
André-Marie de Maistre (1757-1818).

- François-Xavier Maistre (1705-1789), 1er comte de Maistre. Sénateur au Sénat de Savoie par L.P. du 22 janvier 174O . Second président du Sénat de Savoie par L.P. du 25 novembre 1764[18]. Il est cousin germain de Jean-François Maistre (1698-1760), comte de Gastelgranna (1745) et Carraz (1758), président en second de la chambre royale des Comptes de Turin, fondateur de la branche piémontaise de la famille de Maistre, désormais éteinte[10].
- Joseph de Maistre (1753-1821), 2e comte de Maistre, philosophe ultramontain et royaliste. Fils aîné du président François-Xavier Maistre et auteur de toute la famille de Maistre subsistante. Ancien sénateur au Sénat de Savoie[19]. Lors de l'invasion du duché de Savoie par la France révolutionnaire en 1792, il organise la contre-révolution, en liaison avec le chanoine de Thiollaz, futur évêque d'Annecy. Il est nommé ministre plénipotentiaire auprès du tsar Alexandre Ier de Russie, à la cour de Saint-Petersbourg . Il est célèbre pour ses écrits philosophiques.
- André-Marie de Maistre (1757-1818), frère de Joseph de Maistre. Entré dans les Ordres, il est vicaire à La Superga de Turin, puis doyen de Moutiers. Désigné pour occuper le siège d'évêque du diocèse d'Aoste, il meurt brutalement le 18 juillet 1818 avant d'avoir été consacré[10]
- Xavier de Maistre (1763-1852), frère cadet et filleul de Joseph de Maistre, officier au service de l'Armée sarde, il est incorporé dans l'armée russe au temps de la Révolution. Il termine sa carrière comme général au service du tsar Alexandre Ier de Russie. Il possède des talents de peintre et d'écrivain et il est célèbre pour avoir écrit la nouvelle intitulée : Voyage autour de ma chambre (1794)[10].
- Rodolphe de Maistre (1789-1866), fils de Joseph de Maistre, 3e comte de Maistre, secrétaire de son père à l'ambassade du roi de Sardaigne à Saint-Petersbourg, lieutenant dans l'armée du tsar Alexandre Ier (Friedland (1807) ou Leipzig (1813)). Puis; il revient dans sa patrie, au service du roi Charles-Albert de Sardaigne (1817), et il devient, avec le grade de général, gouverneur de la Citadelle d'Alexandria (Piémont). Il est nommé premier officier au Ministère des Affaires Étrangères de Turin, puis gouverneur du Comté de Nice[20].
- Charles de Maistre (1832-1897), fils de Rodolphe, personnalité du Catholicisme Social.
- Henri de Maistre (1891-1953), arrière petit-fils de Rodolphe (1789-1866), peintre français d'art religieux. Mobilisé en août 1914, blessé par deux fois et fait prisonnier jusqu’en 1918, il intègre les Ateliers d'art sacré (1920), et, en 1925, devient directeur de l'institution jusqu'en 1947[21]. En 1937, il reçoit la médaille d'or pour Le Sacrifice, décoration réalisée au Pavillon Pontifical de l’Exposition Internationale des Arts et Techniques[22].
- Comte François-Xavier de Maistre (1902-1943), maire de Saint-Martin-du-Mesnil-Oury (1940-1943), propriétaire du château du Maizeray, résistant, membre du réseau Buckmaster, fusillé par les Allemands le 13 novembre 1943[23],[24]. Il fut décoré de la Légion d’honneur à titre posthume. Une place de Livarot a été baptisée en son hommage en 1944.
- Gilles de Maistre (1960), journaliste, réalisateur et producteur de cinéma, reporter (prix Albert-Londres 1990)[25].
- Xavier de Maistre, (1973), harpiste international[26].
- Élisabeth de Maistre (1975), femme politique, députée des Hauts-de-Seine (depuis 2025)[27].

## Armoiries et devise
| Famille de Maistre | Les armes de la famille de Maistre se blasonnent ainsi : d'azur à trois soucis d'or,. Devise : « Fors l'honneur, nul souci » Le comte Joseph de Maistre écrit dans ses Carnets, à la date du 30 avril 1796 : « Samedi 30. Terribles nouvelles d'Italie arrivées aujourd'hui. Tout paraissant perdu pour moi, n'ayant plus ni patrie, ni fortune, ni même un souverain, à proprement parler, j'ai fait graver autour de mes armoiries, qui portent des fleurs de soucis, la devise : Fors l'honneur nul souci. Je n'ai plus que cette devise à léguer à mes enfants. C'est à eux de ne pas répudier l'hoirie. » |

## Alliances

### Alliances anciennes
Les principales alliances sont : Asselin de Villequier, de Buttet, de Constantin, Demotz de La Salle, de La Chevasnerie, de Froissard, de Menthon, de Morand, de Montmorency-Laval, Perrin d'Avressieux, de Plan de Sieyès (1820), de Régnauld de Lannoy de Bissy, Vichard de Saint-Réal, de Vignet, Zagriasski (Russie).

### Alliances contemporaines
Les principales alliances sont : Absolut de La Gastine, d'Alverny, Angleys, Barthès de Montfort, de Beaurepaire de Louvagny, Becquet de Mégille, Bellet de Travernost de Saint-Trivier, Besse de Laromiguière, Boula de Mareüil, du Bourg de Luzançon, Boyer de Rébeval, de Broch d'Hotelans, de Brosses, du Cauzé de Nazelle, Duhesme, de Chérade de Montbron, Daru, Douville de Fransu, du Fayet de La Tour, de Froissard de Broissia , de Fromont de Bouaille, de Gayardon de Fenoyl, de Gouvion Saint-Cyr, Goëtz von Röell, Guyon de Montlivault, Hay des Nétumières, Imbert de Trémiolles, Isoard de Chénerilles, de Jorna, Jouslin de Pisseloup de Noray, de La Croix, Bordes, de Langle, de Lapeyrière, de Lauzanne, Lescuyer de Savignies , Libault de La Chevasnerie, de Loynes de Fumichon, de Menou, de Montfort, Peyrecave de Lamarque, Picot de Moras d'Aligny, de Pierre de Bernis, du Pontavice, Ricardi di Netro, de Rochechouart, de Roquefeuil-Cahuzac, de Roussy de Sales, de Thomasson, de Villeneuve Bargemon, de Virieu, de Vivie de Régie, de Witasse-Thésy,  Asselin de Villequier (1855), de Rosset de Létourville (1891), du Chastel de la Howarderie (1924), de Kermel (1972), de Lorgeril (1991), Vallery-Radot, etc.